# Juliet Cuthbert
Juliet Jean Cuthbert (Morant Bay, 6 aprile 1964) è un'ex velocista giamaicana, campionessa mondiale della staffetta 4×100 metri a Tokyo 1991.

## Biografia
Vinse la medaglia d'argento ai Giochi olimpici di Barcellona 1992 nei 100 e nei 200 metri piani. In queste due gare finì sempre dietro a due statunitensi, rispettivamente Gail Devers e Gwen Torrence. Sempre nello stesso anno fu eletta sportiva giamaicana dell'anno.
Quattro anni dopo ai Giochi olimpici di Atlanta 1996 fece parte della staffetta 4×100 metri giamaicana con Michelle Freeman, Nikole Mitchell e Merlene Ottey, vincitrice della medaglia di bronzo.
Con la staffetta giamaicana ha vinto ai mondiali un oro (1991) e due medaglie d'argento (1995, 1997).

## Palmarès
| Anno | Manifestazione  | Sede         | Evento      | Risultato        | Prestazione | Note                                     |
| ---- | --------------- | ------------ | ----------- | ---------------- | ----------- | ---------------------------------------- |
| 1983 | Mondiali        | Helsinki     | 100 metri   | Quarti di finale | 11"67       |                                          |
| 1983 | Mondiali        | Helsinki     | 4×100 metri | Bronzo           | 42"73       |                                          |
| 1984 | Giochi olimpici | Los Angeles  | 100 metri   | Semifinale       | 11"80       |                                          |
| 1984 | Giochi olimpici | Los Angeles  | 4×100 metri | 8ª               | 53"54       |                                          |
| 1987 | Mondiali indoor | Indianapolis | 60 metri    | Semifinale       | 7"48        |                                          |
| 1988 | Giochi olimpici | Seul         | 100 metri   | 7ª               | 11"26       |                                          |
| 1988 | Giochi olimpici | Seul         | 4×100 metri | Semifinale       | 43"30       |                                          |
| 1991 | Mondiali indoor | Siviglia     | 60 metri    | Semifinale       | 7"29        |                                          |
| 1991 | Mondiali        | Tokyo        | 100 metri   | 6ª               | 11"33       |                                          |
| 1991 | Mondiali        | Tokyo        | 4×100 metri | Oro              | 41"94       |                                          |
| 1992 | Giochi olimpici | Barcellona   | 100 metri   | Argento          | 10"83       | Miglior prestazione personale            |
| 1992 | Giochi olimpici | Barcellona   | 200 metri   | Argento          | 22"02       |                                          |
| 1992 | Giochi olimpici | Barcellona   | 4×100 metri | Finale           | dnf         |                                          |
| 1995 | Mondiali indoor | Barcellona   | 200 metri   | 6ª               | 23"43       |                                          |
| 1995 | Mondiali        | Göteborg     | 100 metri   | 8ª               | 11"44       |                                          |
| 1995 | Mondiali        | Göteborg     | 4×100 metri | Argento          | 42"25       |                                          |
| 1996 | Giochi olimpici | Atlanta      | 100 metri   | Semifinale       | 11"07       |                                          |
| 1996 | Giochi olimpici | Atlanta      | 200 metri   | 7ª               | 22"60       |                                          |
| 1996 | Giochi olimpici | Atlanta      | 4×100 metri | Bronzo           | 42"24       |                                          |
| 1997 | Mondiali indoor | Parigi       | 200 metri   | Argento          | 22"77       |                                          |
| 1997 | Mondiali        | Atene        | 200 metri   | Semifinale       | 23"03       |                                          |
| 1997 | Mondiali        | Atene        | 4×100 metri | Argento          | 42"10       | Miglior prestazione personale stagionale |

## Altre competizioni internazionali
1993
- Bronzo alle IAAF Grand Prix Final ( Londra), 100 metri - 11"22

1994
- 6ª alle IAAF Grand Prix Final ( Parigi), 100 metri - 11"22

1997
- 6ª alle IAAF Grand Prix Final ( Fukuoka), 200 metri - 22"61